# Лакустени (Јаломица)
Лакустени (рум. Lăcusteni) насеље је у Румунији у округу Јаломица у општини Платонешти. Oпштина се налази на надморској висини од 12 m.

## Становништво
Према подацима из 2002. године у насељу је живело 1017 становника, од којих су сви румунске националности.